# Меццаніно
Меццаніно (італ. Mezzanino) — муніципалітет в Італії, у регіоні Ломбардія,  провінція Павія.
Меццаніно розташоване на відстані близько 450 км на північний захід від Рима, 37 км на південь від Мілана, 7 км на південний схід від Павії.
Населення — 1463 особи (2014).
Щорічний фестиваль відбувається 8 вересня. Покровитель — Santa Maria.

## Демографія
Населення за роками:

Станом на 1 січня 2023 року в муніципалітеті офіційно проживав 131 іноземець з 28 країн, серед них 47 громадян країн Євросоюзу та 9 громадян України.

## Сусідні муніципалітети
- Альбаредо-Арнабольді
- Казанова-Лонаті
- Лінароло
- Травако-Сіккомаріо
- Верруа-По